# Therapie vor dem Album
Therapie vor dem Album ist das erste Mixtape des österreichischen Rappers RAF Camora. Es erschien am 18. Juli 2008 als erste Veröffentlichung über D-Bos Label Wolfpack Entertainment.

## Produktion
Bei dem Mixtape fungierten RAF Camora selbst sowie SaleGer und Tobstarr als ausführende Produzenten. Außerdem produzierte RAF Camora sieben Lieder selbst, wobei er bei drei von Tobstarr unterstützt wurde, der zusätzlich noch drei Instrumentals beisteuerte. Ebenfalls drei Beats stammen vom Musikproduzenten 83 Sound, während Abaz, Beatlefield, D-Bo, Meo-Beatz, Mantra und Irievibrations je einen Song produzierten.

## Covergestaltung
Das Albumcover zeigt RAF Camora, der ein weißes T-Shirt mit der Zahl 15 trägt und eine Zigarette raucht. Er sitzt und hat außerdem ein Blatt Papier in der Hand, auf das er schaut. Der Hintergrund ist in dunkelbraunen Farbtönen gehalten. Im unteren Teil des Bildes steht der Albumtitel Therapie vor dem Album in Hellbraun, während sich links oben der hellbraune Schriftzug RAF Camora befindet. Am oberen Rand befindet sich der Schriftzug Wolfpack Entertainment präsentiert.

## Gastbeiträge
Auf neun Titeln des Mixtapes treten neben RAF Camora andere Künstler in Erscheinung. So ist der Rapper Nazar an den Songs Nichts gesehen und Flammen über Wien beteiligt, während Emirez auf Skandal in 5-Haus und Was ihr redet zu hören ist. Bizzy Montana hat einen Gastauftritt im Track Rapper, die Hip-Hop-Musiker Ak-Montana sowie Asek arbeiten mit RAF Camora auf Ruhe vor dem Sturm zusammen. Das Lied Beatlefield Allstars ist eine Kollaboration mit den Rappern D-Bo, Chakuza und Sprachtot sowie DJ Stickle, wobei Chakuza zudem, neben Joshi Mizu, auf dem Stück N.T.M. vertreten ist. Des Weiteren sind auf Skit Bizzy Montana, Chakuza und Pireli zu hören.

## Titelliste
| #  | Titel                       | Gastbeiträge                         | Produzent(en)        | Länge |
| -- | --------------------------- | ------------------------------------ | -------------------- | ----- |
| 1  | Intro                       |                                      | RAF Camora, Tobstarr | 1:55  |
| 2  | Frag mich nicht             |                                      | RAF Camora, Tobstarr | 3:16  |
| 3  | Wenn der Tag beginnt        |                                      | RAF Camora           | 3:12  |
| 4  | Nichts gesehen              | Nazar                                | RAF Camora           | 3:44  |
| 5  | 3 Affen                     |                                      | Abaz                 | 3:00  |
| 6  | Party zu 10t                |                                      | RAF Camora, Tobstarr | 4:31  |
| 7  | Bevor ich gehe              |                                      | 83 Sound             | 3:21  |
| 8  | Traumatisiert               |                                      | RAF Camora           | 3:56  |
| 9  | Skandal in 5-Haus           | Emirez                               | RAF Camora           | 2:51  |
| 10 | Aus den Augen, aus dem Sinn |                                      | Tobstarr             | 4:51  |
| 11 | Der Untergang               |                                      | Mantra               | 2:32  |
| 12 | Pass nicht ins Bild         |                                      | Irievibrations       | 2:56  |
| 13 | Rapper                      | Bizzy Montana                        | 83 Sound             | 3:30  |
| 14 | Beatlefield Allstars        | D-Bo, Chakuza, Sprachtot, DJ Stickle | Beatlefield          | 4:08  |
| 15 | Skit                        | Bizzy Montana, Chakuza, Pireli       |                      | 1:51  |
| 16 | Ruhe vor dem Sturm (Remix)  | Ak-Montana, Asek                     | Meo-Beatz            | 3:38  |
| 17 | Flammen über Wien (Remix)   | Nazar                                | D-Bo                 | 4:02  |
| 18 | Was ihr redet (Remix)       | Emirez                               | Tobstarr             | 3:40  |
| 19 | N.T.M. (Remix)              | Joshi Mizu, Chakuza                  | 83 Sound             | 3:41  |
| 20 | Outro                       |                                      | Tobstarr             | 2:09  |

## Rezeption
| Professionelle Bewertungen | Professionelle Bewertungen |
| -------------------------- | -------------------------- |
| Kritiken                   |                            |
| Quelle                     | Bewertung                  |
| rap4fame.de                | [ 3 ]                      |

Auf der Internetseite rap4fame.de wurde das Mixtape mit 2,5 von möglichen fünf Kronen bewertet. Es sei zwar „alles super produziert und vorgetragen“, jedoch insgesamt zu „eintönig und dadurch langweilig“. RAF Camoras Rap würde außerdem „sehr stark an Chakuza erinnern“. Die Songs 3 Affen und Beatlefield Allstars werden gelobt, während Pass nicht ins Bild negativ bewertet wird.